# Apartment 3-G
Apartment 3-G (« Appartement 3-G ») est une série de bande dessinée américaine créée par les scénaristes Nicholas Dallis avec le dessinateur Alex Kotzky. 
Ce comic strip sentimental a été lancé le 8 mai 1961 par Publishers Syndicate (en), repris par King Features Syndicate en 1988, et sa diffusion s'est achevée le 22 novembre 2015. À cette date, il était diffusé dans une centaine de journaux et écrit par Margaret Shulock (en) et dessiné par Frank Bolle (en).
L'appartement 3-G est une colocation new-yorkaise ou vivent trois jeunes femmes (three girls, autre sens de « 3-G ») : la secrétaire Largo Magee, l'institutrice Lu Ann Powers et l'infirmière Tommie Thompson. La série est centrée sur leurs intrigues sentimentales, où elles bénéficient des conseils de leur voisin Aristotle Papagoras, un professeur qui leur sert de figure paternelle.